# Giuseppe Massarenti
(Mario Longhena durante la commemorazione di Massarenti avvenuta in Parlamento il 31 marzo 1950)
Giuseppe Massarenti (Molinella, 8 aprile 1867 – Molinella, 31 marzo 1950) è stato un politico e sindacalista italiano. Pioniere delle lotte sindacali nella pianura bolognese, organizzò e guidò il movimento dei lavoratori agricoli di Molinella, comune di cui fu tre volte sindaco e che durante la sua amministrazione divenne un modello del socialismo riformista italiano. Perseguitato dal fascismo, fu inviato al confino per cinque anni. Fu poi rinchiuso in un manicomio con una perizia falsa. Per la sua vita, interamente dedicata alla redenzione dei contadini di Molinella, venne chiamato il Santo delle paludi.

## Biografia

### La gioventù e i primi passi nel mondo politico-sindacale
Nato da una famiglia umile, dopo aver frequentato l'Istituto tecnico di Bologna ed essersi diplomato in ragioneria. Grazie al sostegno di uno zio, iniziò gli studi di farmacia all'Università di Bologna. Durante l'apprendistato accompagnò il medico condotto di Molinella nelle campagne circostanti. Grazie a questa esperienza poté constatare le difficilissime condizioni economico-sociali dei lavoratori agricoli della zona, falcidiati dalla pellagra e dalla povertà. Dopo aver incominciato a frequentare circoli socialisti e radicali, s'impegnò direttamente nelle lotte per il riscatto dei lavoratori della terra fomentando e guidando alcuni scioperi nel molinellese. In rappresentanza della Lega democratica di Molinella, il 14-15 agosto 1892 partecipò a Genova al «Congresso delle forze operaie e socialiste», dove vide la fondazione il Partito dei Lavoratori Italiani. Rientrato a casa, organizzò la sezione socialista molinellese e poi promosse la nascita della prima Lega di resistenza. Il 28 febbraio 1893 fu costituita a Molinella una piattaforma che rivendicava principalmente tre obbiettivi: giornata di otto ore, salario differenziato e affidamento alle organizzazioni del lavoro il collocamento della manodopera. In quello stesso anno si laureò in farmacologia nell'ateneo bolognese.

### La nascita del modello Molinella

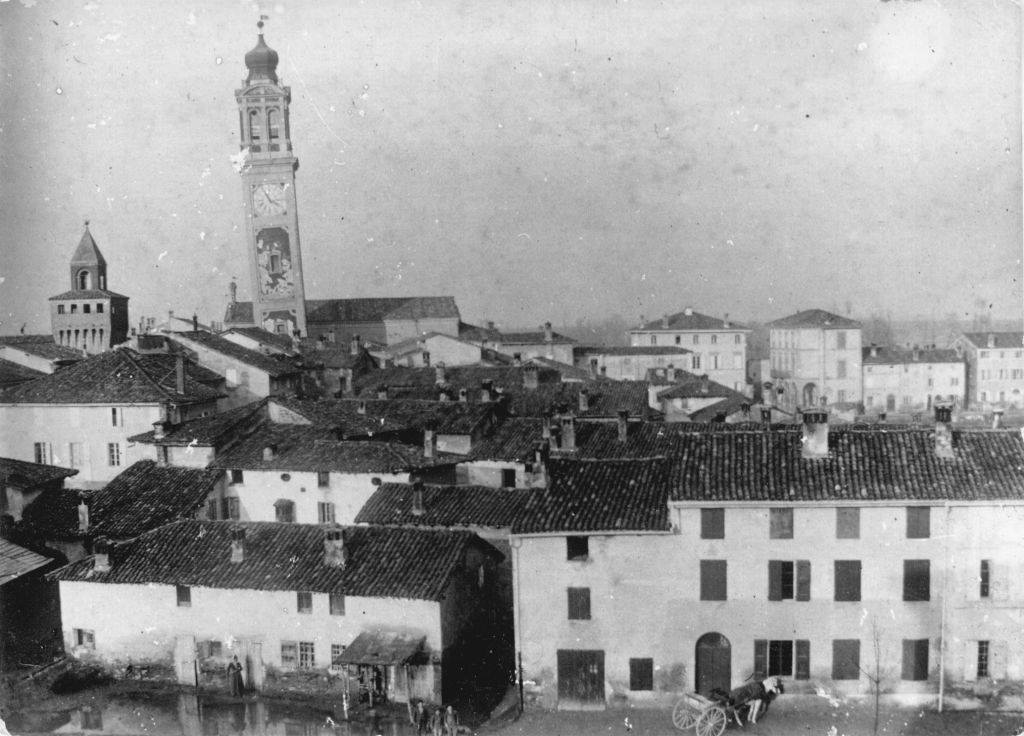
Veduta di Molinella nel 1902.

Eletto consigliere comunale a Molinella nel 1895, Massarenti fu poi tra i promotori ed i soci fondatori della prima Cooperativa di Consumo locale, un ulteriore tassello nel sistema di tutela dei lavoratori. Nel 1897 le campagne di Molinella furono interessate da un lungo sciopero di 60 giorni che costringeranno l'agraria locale ad accettare la firma di un contratto scritto con i lavoratori e il riconoscimento dei sindacati che addirittura ottennero alcune concessioni riguardo alla fornitura di manodopera. Nell'aprile 1898, la Cooperativa di Consumo fu sciolta dalle autorità e Massarenti fu arrestato per istigazione all'odio di classe, ribellione e attentato alla libertà di lavoro. Nel novembre successivo fu prosciolto da ogni accusa. Nei due anni successivi i braccianti di Molinella diedero il via ad una serie di scioperi e lotte sindacali che fecero sì che nel 1900 l'amministrazione comunale fosse conquistata dai socialisti. Il progetto di Massarenti di costruzione un sistema integrato – sindacato, cooperazione e potere locale – al servizio dei lavoratori poteva dirsi così realizzato.
Nel 1901 fu costretto a riparare in Svizzera in seguito ad una condanna per diffamazione verso l'ex socialista Giuseppe Barbanti Brodano. Stabilitosi a Lugano, lavorò come facchino e farmacista. Condonata la condanna il 31 dicembre 1905, rientrò in Italia. Il 6 novembre 1906 Massarenti fu eletto sindaco di Molinella. Il suo mandato fu caratterizzato dal sostegno istituzionale alle lotte dei lavoratori e dalla realizzazione di una serie di misure a sostegno delle classi più povere che fecero di Molinella una delle realtà simbolo del socialismo riformista. Nel bilancio comunale infatti furono create apposite voci per l’assistenza sanitaria, il ricovero degli indigenti, il mantenimento degli inabili al lavoro, le cucine economiche, l’asilo, ma anche la composizione delle controversie sindacali. Nel 1908 Massarenti fu eletto consigliere di minoranza dell'Amministrazione provinciale. Nel 1910 assunse la direzione della Cooperativa agricola di Molinella amministrandola proficuamente. Il 17 marzo 1911 fu iniziato in Massoneria nella Loggia Otto agosto di Bologna, e il 10 luglio 1912 divenne Maestro massone.

### Le lotte agrarie
Nel novembre 1911 nelle campagne di Molinella scoppiò un nuovo conflitto sociale tra i mezzadri e l'agraria. Dopo una prima repressione operata dall'esercito, Massarenti guidò per mesi l'azione di resistenza dei lavoratori arrivando a trattare personalmente con il presidente del Consiglio Giovanni Giolitti. Grazie al suo operato i mezzadri riuscirono a vincere la vertenza che li vedeva contrapposti con un grande proprietario terriero locale.
Nel 1914 i socialisti, che avevano strategicamente presentato due liste, conquistarono tutti i seggi dell'amministrazione comunale di Molinella. Nell'estate di quello stesso anno la mezzadria molinellese iniziò a lottare per la conquista di un nuovo capitolato colonico. Per costringere l'agraria a scendere a patti i socialisti molinellesi adottarono nuove forme di pressione come la mancata esecuzione dei lavori stagionali, l'abbandono dei prodotti padronali nei campi, i blocchi stradali e la tassazione. Per tutta risposta gli agrari organizzarono l'arrivo a Molinella di gruppi di crumiri dal padovano e dal modenese. Come quest'ultimi però giunsero alla stazione di Guarda, trovarono i leghisti ad attenderli. Scoppiò quindi un durissimo scontro che si concluse con un bilancio pesantissimo: cinque morti e sette feriti fra i crumiri. Dopo l'eccidio, Molinella fu occupata da tremila soldati e posta in stato d'assedio. I militari effettuarono perquisizioni illegali nelle sedi delle leghe e delle cooperative; centinaia di lavoratori furono arrestati e 58 furono rinviati a giudizio. Nel processo che ne seguì furono comminate pene complessivamente per 1000 anni e decine di lavoratori molinellesi furono rinchiusi nel carcere dell'isola di Capraia. Massarenti, che aveva sempre predicato la non-violenza, fu indicato dalla stampa liberale e dalle autorità regie come mandante del massacro. Destituito dalla carica ed incriminato per omicidio, fuggì nella Repubblica di San Marino. Il 12 novembre l'amministrazione comunale di Molinella fu sciolta. Massarenti rimarrà sul monte Titano per tutta la durata della prima guerra mondiale, sin oltre l'emanazione dell'amnistia dei reati politici del 21 febbraio 1919. Fra il 19 maggio e il 10 giugno successivo fu portato a processo al tribunale di Bologna per peculato ed appropriazione indebita. Nel corso del dibattimento però le accuse mossegli contro dai suoi accusatori e dalla stampa borghese si rivelarono inconsistenti. Al termine del processo Massarenti fu prosciolto e fece un trionfale ritorno a Molinella. Nei mesi successivi guidò con successo le lotte agrarie nel molinellese. I proprietari terrieri furono costretti a risarcire i danni provocati ai lavoratori della repressione di cinque anni prima; inoltre firmato un contratto unico per mezzadri e braccianti, mentre i fittavoli sfrattati nel 1914 poterono rientrare nei poderi. L'anno successivo Massarenti fu la figura ispiratrice per tutte le categorie contadine che intrapresero la lunga lotta agraria che si sviluppò nel bolognese fra il marzo e il 25 ottobre 1920. A conclusione della vertenza quale fu conseguita la storica conquista di un nuovo capitolato colonico, con riparti a favore dei mezzadri, superiori al 60%. Il 6 ottobre, alle elezioni comunali, i socialisti riuscirono ad assicurarsi nuovamente la totalità dei seggi nel consiglio comunale. Il 29 novembre successivo Massarenti fu proclamato sindaco di Molinella per la terza volta. Pochi giorni prima però si era però scatenato l'assalto squadrista fascista nella pianura Padana che aveva fatto il suo clamoroso e drammatico esordio con l'attacco a Palazzo d'Accursio a Bologna.

### Le persecuzioni fasciste
Nei primi mesi del 1921 le squadre d'azione bolognesi e ferraresi iniziarono ad affacciarsi nel territorio di Molinella. Con il crescere delle aggressioni squadriste Massarenti proseguì a predicare la linea della non-violenza. ad si intensificarono particolarmente nella primavera del 1921. I molinellesi, guidati dal loro sindaco e dai dirigenti socialisti, resistettero difendendosi coraggiosamente ma, purtroppo, assumendo una posizione passiva e rinserrandosi in un grave isolamento comunale. Il 12 giugno Molinella fu occupata dalle squadracce fasciste: tutte le principali istituzioni socialiste del territorio furono saccheggiate e distrutte. Massarenti fu costretto a fuggire e a riparare a Roma dove visse in un albergo. Dopo l'emanazione delle leggi fascistissime nel novembre 1926, venne arrestato e condannato a 5 anni di confino. Relegato all'isola di Lampedusa, fu ripetutamente oltraggiato dalla sorveglianza carceraria fascista. In sua difesa il 1º marzo 1927 i confinati politici presenti sull'isola protestarono. Nel conflitto che seguì i militi aprirono il fuoco ferendo venti antifascisti. Trasferito ad Ustica, fu arrestato nell'ottobre successivo per l'attività svolta insieme ad altri 56 detenuti politici e quindi inviato a Ponza. Prosciolto per non luogo a procedere, con sentenza istruttoria del 19 novembre 1928, insieme a tutto il gruppo, dopo 10 mesi di carcere, fu rinviato ad Ustica. Ammalatosi, venne trasportato al Policlinico di Roma, dove restò per quattro mesi e successivamente confinato ad Agropoli. Nel novembre 1931, terminato il periodo di confino, Massarenti tentò di rientrare nel bolognese, ma fu diffidato dalle autorità fasciste dal farvi ritorno. Negli anni seguenti continuò a vivere nella capitale dove continuò ad essere controllato e pedinato assiduamente dalla polizia e dagli agenti dell'OVRA. Sottoposto a continue perquisizioni e ormai anziano fu ridotto in miseria. Ormai impossibilitato a pagare la stanza d'albergo dove alloggiava, fu costretto a vivere in strada. Il 3 settembre 1937, ormai settantenne, venne ricoverato al Policlinico e poi alla Clinica Universitaria per le malattie nervose e mentali. Dopo dodici giorni, fu trasferito nel manicomio di Santa Maria della Pietà di Roma, a causa di una perizia medica falsa che lo dichiarava affetto da disturbi psichici di tipo paranoico, delirio persecutorio e pericoloso. Restò rinchiuso in manicomio per sette anni.

### Gli ultimi anni e la morte
Massarenti venne dimesso sei mesi dopo la liberazione di Roma, il 19 dicembre 1944, quando fu ricoverato in un reparto clinico dell'INAIL. Una volta uscito chiese con insistenza il ripristino della sua integrità civile. I suoi sforzi furono vani poiché la riparazione non venne. Il 10 aprile 1948 rientrò finalmente a Molinella accolto da una folla enorme. Candidato alle elezioni di quello stesso anno per il Partito Socialista dei Lavoratori Italiani, non fu eletto. Al suo funerale, a cui parteciparono migliaia di persone, presenziò anche il Presidente della Repubblica Luigi Einaudi che baciò sulla fronte la salma e definì Massarenti un "santo", un "costruttore" ed un "poeta".

## Omaggi
- Nel 1953 fu inaugurata davanti al municipio di Molinella una statua di Massarenti opera dello scultore Luciano Minguzzi.
- Oltre a Molinella, anche Casalecchio di Reno, Bologna, Modena, Pisa, Genova, Milano, Montesilvano, Forlì e Parma gli hanno dedicato vie e piazze.